# 병원성 세균

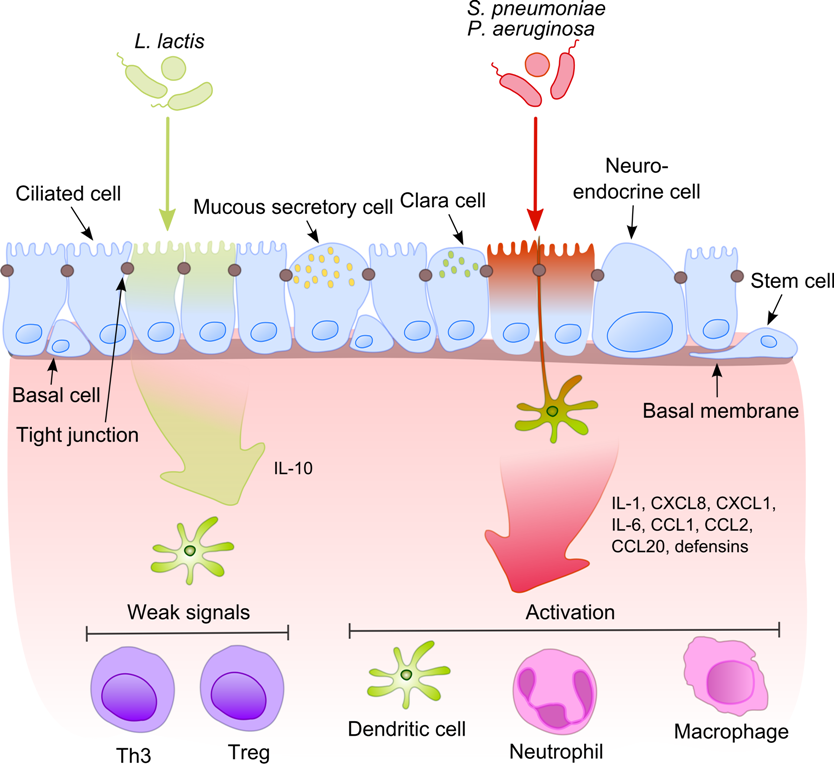
공생균과 병균의 기작

병원성 세균(病原性細菌, 영어: pathogenic bacteria)은 질병을 일으키는 세균을 의미한다. 병원균(病原菌)이라고도 부른다. 본 문서는 사람에게 병을 일으키는 세균에 한정하여 서술한다. 대부분의 세균은 무해하거나 때때로 이롭기까지 하지만, 일부 세균은 사람에게 병원체가 되기도 한다. 병균의 종류는 100종도 안 되는 것으로 추정되며, 이와는 대조적으로 인간의 소화계통에는 수천 종류의 세균이 존재한다.
질병 부담이 가장 큰 세균성 질환 중 하나가 결핵균에 의해 발생하는 결핵으로, 사하라 이남 아프리카에서만 연간 약 200만 명의 사망자가 나온다. 폐렴을 일으킬 수 있는 연쇄상구균이나 슈도모나스, 식중독을 일으킬 수 있는 이질균, 캄필로박터, 살모넬라 등이 있다. 또한 파상풍, 장티푸스, 디프테리아, 매독, 나병 등도 세균성 감염에 의해 발생한다. 개발도상국의 높은 유아사망률에도 기여한다. 코흐의 추정을 통해 병원성을 알 수 있다.

## 질병
각 종은 저마다 다른 증상을 일으킨다. 그러나 대부분의 사람들은 감염되었다 하더라도 증상을 보이지 않는다. 면역약화 환자에게서 더욱 민감하게 나타난다.

### 세포내 감염
클라미디아, 에를리키아, 리케차 등의 세균은 편성세포기생물(偏性細胞寄生物, Obligate intracellular parasite)에 속하여 세포내에서 성장 및 복제를 한다. 이런 세포감염도 무증상 잠복기가 나타날 수 있다. 리케차는 발진티푸스를 일으킬 수 있으며, 로키산 홍반열도 세포내감염으로 인해 발생한다.
클라미디아균류는 세포내감염을 일으키는 일으키는 기생물로, 폐렴 및 요로감염증을 일으키고 때때로 관상동맥질환도 일으킨다. 이외에는 살모넬라, 브루셀라, 미코박테륨, 페스트균 등이 세포내 감염을 일으킬 수 있지만, 세포 밖에서도 발견될 수 있다.

## 병리학
증상은 병균이 숙주 조직을 손상시키거나 정상적 기능을 방해하면서 나타난다. 세균은 숙주를 직접 손상시키거나, 면역 반응을 자극하여 간접적으로 피해를 입힐 수도 있다.

### 직접적 손상

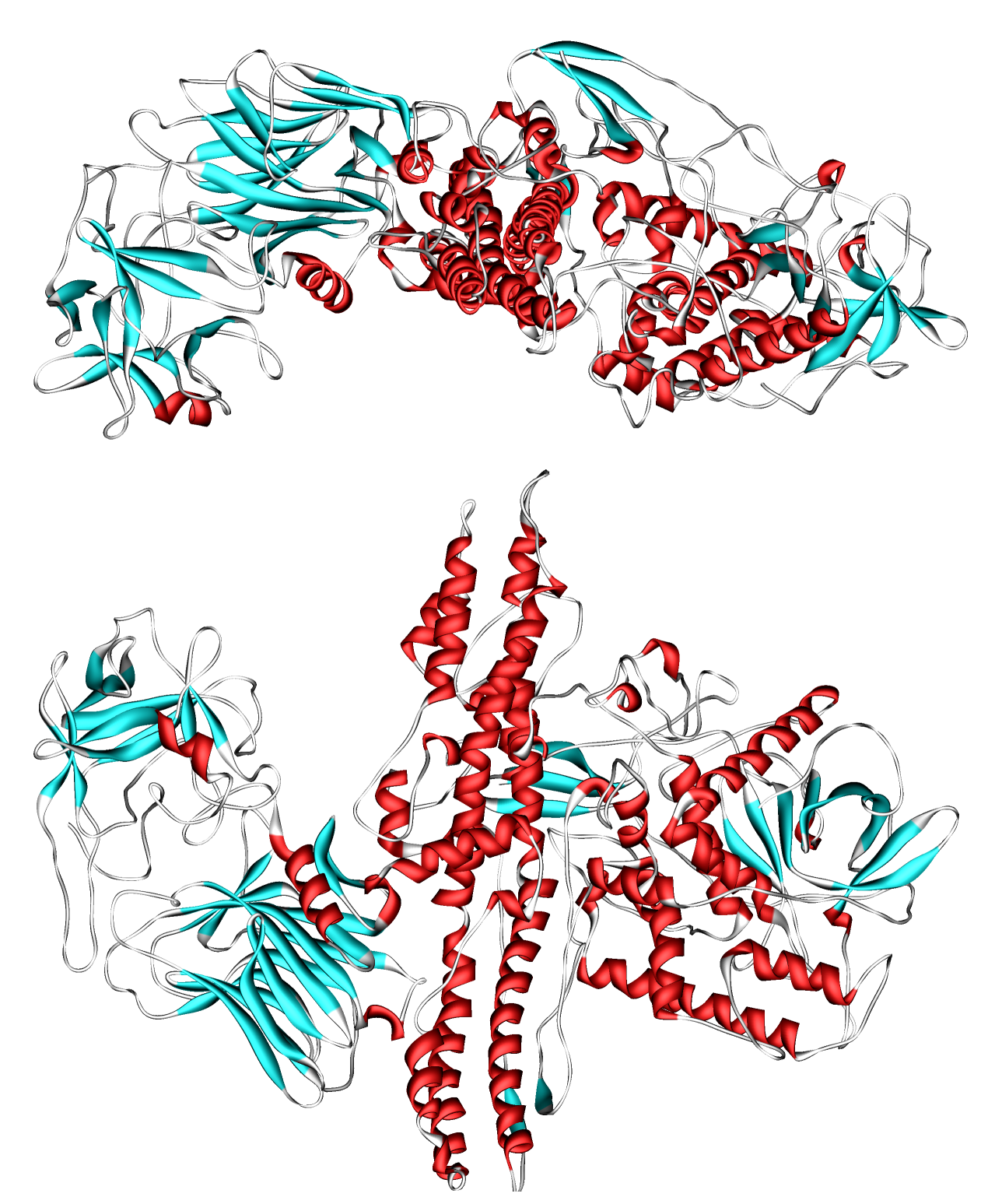
보툴리늄 독소 3BTA의 구조

병균은 숙주세포를 양분으로 사용하고 쓰레기를 생산함으로써 직접적인 피해를 입힌다. 예를 들어 치태의 구성물인 충치균은 식이 당분을 대사시켜 쓰레기로 치아 표면을 분해하는 산성 물질을 만들어낸다. 이로써 충치가 발생한다. 그러나 이런 단순한 쓰레기 말고도 직접적인 독소를 통해 세포를 파괴하기도 한다.

#### 독소
그람 음성균 세포벽 외벽의 일부인 리포폴리당류의 지질부를 가리켜 내독소라 하기도 한다. 내독소는 용균시에 분비되는데, 항생제 치료 후 세균이 사멸하며 내독소를 분비하기 때문에 초기에는 증상이 악화될 수 있다. 세균이 죽고 세포벽이 부서질 때 주로 분비된다.

### 간접적 손상
부적절하게 과한 면역반응을 통해 숙주의 손상을 초래할 수도 있다.

## 세균 치료
항생제로 치료할 수 있는데, 항생제는 세균을 죽이면 살균제로, 성장을 억제하면 정균작용제로 분류한다. 항생제에는 여러 종류가 있는데, 대부분 숙주와 세균 사이의 생물학적 차이를 사용해 항생효과를 만들어낸다. 예를 들어, 클로람페니콜과 테트라시클린은 세균 리보솜을 억제하지만 구조적으로 다른 진핵세포의 리보솜은 억제하지 않기 때문에 독성을 선택적으로 나타낼 수 있다.